# ロルストン (ニュージーランド)
ロルストン（英語: Rolleston　は、ニュージーランド南島中部カンタベリー平野に位置する町である。人口は2万1900人（2020年）。クライストチャーチ都市圏に含まれる。